# Grigorij Musatov
Pour les articles homonymes, voir Musatov.
Grigorij Alexejevič Musatov, né le 29 janvier 1889 à Bouzoulouk et mort le 8 novembre 1941 à Prague, est un peintre tchécoslovaque d'origine russe.

## Biographie
Issu d'une famille d'artistes, son père Alexeï Musatov est un peintre d'icônes et son oncle Victor Borissov-Moussatov est l'un des pionniers du symbolisme russe. La famille vit à Bouzoulouk et à Samara. Grigorij Musatov étudie dans les écoles d'art de Penza, Moscou et Kiev. Ses débuts sont notamment influencés par Kouzma Sergueïevitch Petrov-Vodkine et Mikhaïl Alexandrovitch Vroubel. Il travaille comme professeur et dessinateur publicitaire. En 1917, il épouse Vera Yelyashevichova, issue d'une famille juive orthodoxe. Pendant la guerre civile, il rejoint les gardes blancs, mais déserte rapidement et, muni de faux papiers, réussit à traverser la Sibérie jusqu'à Vladivostok, où lui et sa femme incorporent les légionnaires tchécoslovaques, avec lesquels ils embarquèrent sur le navire Tver pour l'Europe au printemps 1920.
Il s'installe en Tchécoslovaquie et travaille comme acteur et artiste dans un théâtre itinérant d'émigrés russes, qui fait rapidement faillite. Il trouve ensuite un emploi de professeur de dessin au Lycée Royal russe de Strašnice. Il se lie d'amitié avec Jan Zrzavý, qui favorise son admission à la Umělecká beseda en 1923. Musatov présente également sa première exposition personnelle dans la salle Aleš de la Umělecká beseda en 1927. Il est également membre de l'association artistique Skytové dirigée par Sergueï Mak, qui prône le panslavisme. En 1932 et 1938, il organise une exposition collective d'art russe en exil à Paris. En 1936, il obtient la nationalité tchécoslovaque, mais meurt prématurément des suites d'une crise cardiaque survenue après l'annonce de l'attaque allemande contre l'URSS. Sa fille unique, Eleonora, dite Nora (née en 1931), est également peintre,.

## Œuvre
Les premières années de Musatov sont influencées par le primitivisme, réaction de nombreux artistes russes de sa génération à l'aliénation de la civilisation moderne. Dans les années 1920, il peint principalement des scènes nostalgiques de la vie quotidienne de la Russie prérévolutionnaire (Le Ramoneur, Une promenade en bateau, Les Joueurs), évoquant l'art naïf : sa peinture plate, ses couleurs vives et ses figures informes lui valent des comparaisons avec Henri Rousseau. Progressivement, sa peinture s'assouplit et, par sa fantaisie lyrique, se rapproche de Marc Chagall, tandis que les figures de petits bourgeois guindés laissent entrevoir la satire et la caricature. Les portraits de ses camarades de classe et de l'écrivain Vasilij Ivanovič Němirovič-Dančenko (cs) témoignent de sa maîtrise du style réaliste. Il réalise également des illustrations pour les romans de Fiodor Mikhaïlovitch Dostoïevski pour la maison d'édition Melantrich.
Au début des années 1930, il travaille également sur des thèmes de la vie en URSS (Le Voyage à la ferme collective, L'Électrification), dont le concept expressionniste est interprété par la critique comme une représentation du conflit d'une personne ordinaire avec une utopie moderniste. Plus tard, son expression évolue vers l'impressionnisme : contours flous, dominance du rouge et du jaune. Le paysage tchèque apparaît comme un thème, et un voyage en Podkarpatská Rus (cs) est également une source d'inspiration importante pour lui. L'œuvre de Musatov de la fin des années 1930, à son tour, reflète des sentiments d'anxiété causés par les événements politiques actuels : L'Évasion, Capitulation de la Tchécoslovaquie.

## Galerie

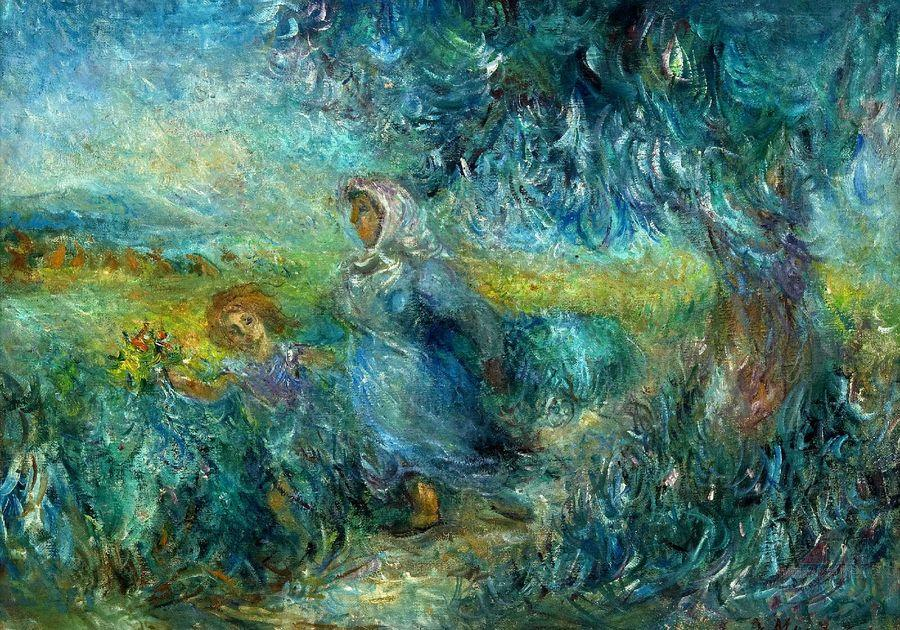
Návrat z jetele
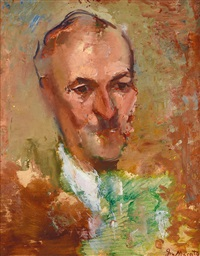
Portrét muže, 1930 (Portrait d'homme)
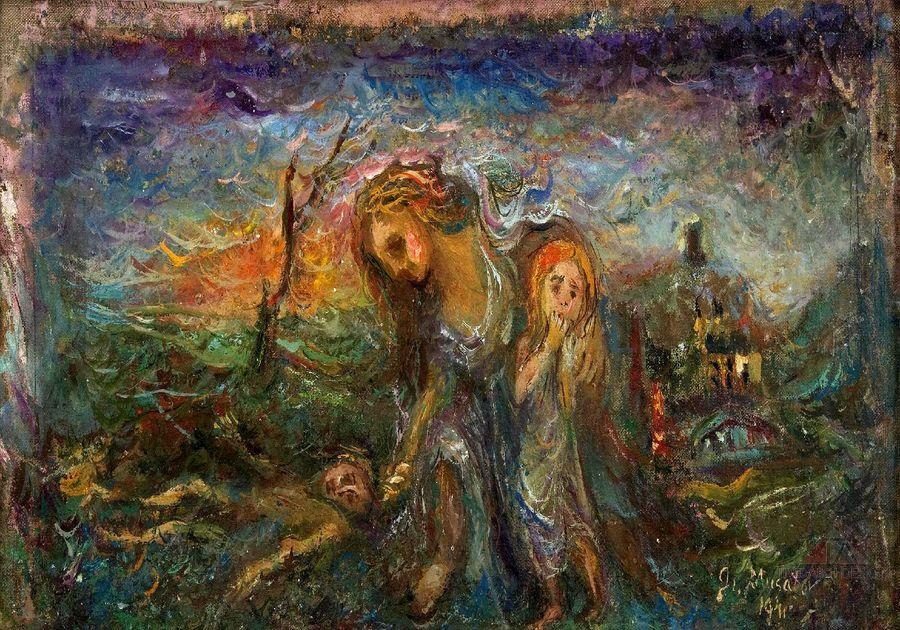
Studie k obrazu Útěk (Étude pour le tableau L'Évasion'
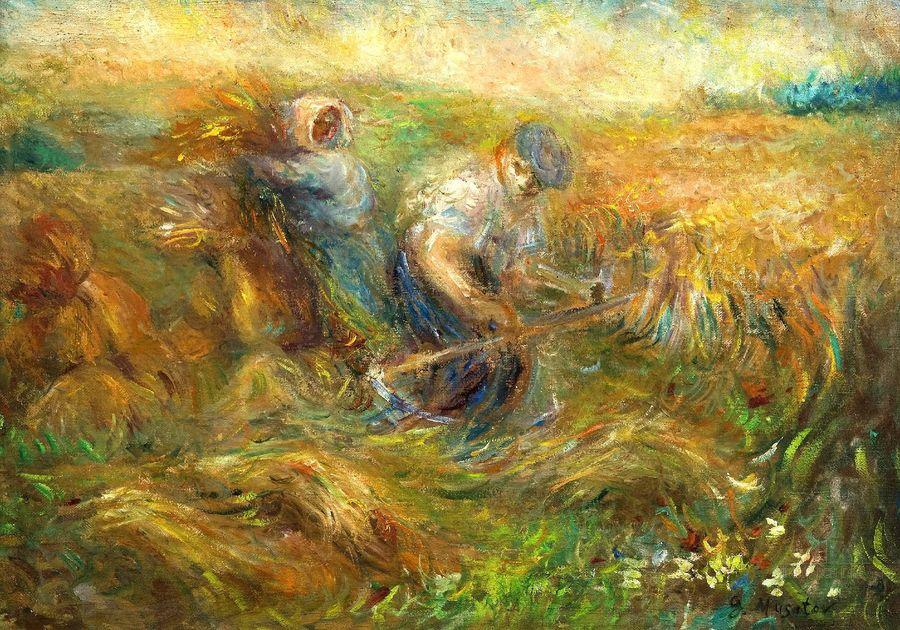
Žně (Récolte)
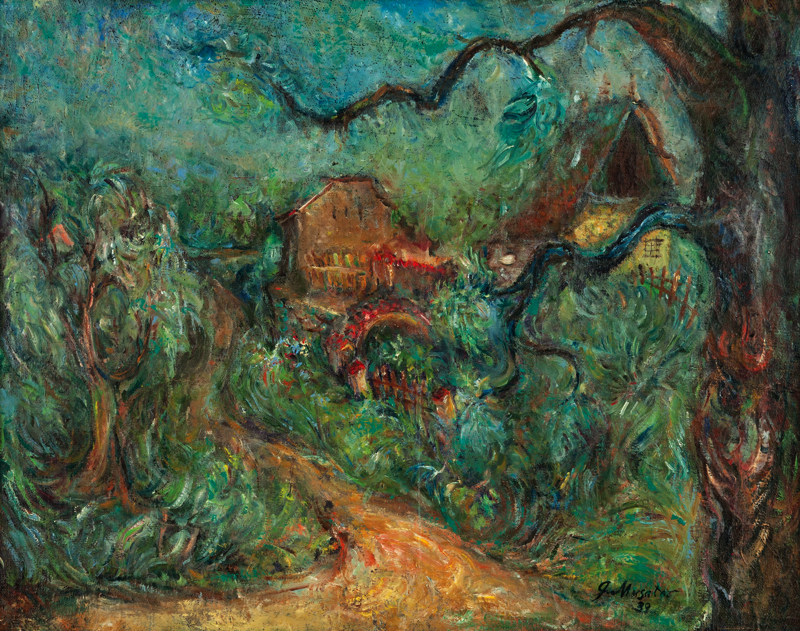
Cesta k vesnici, 1939 (La Route du village)
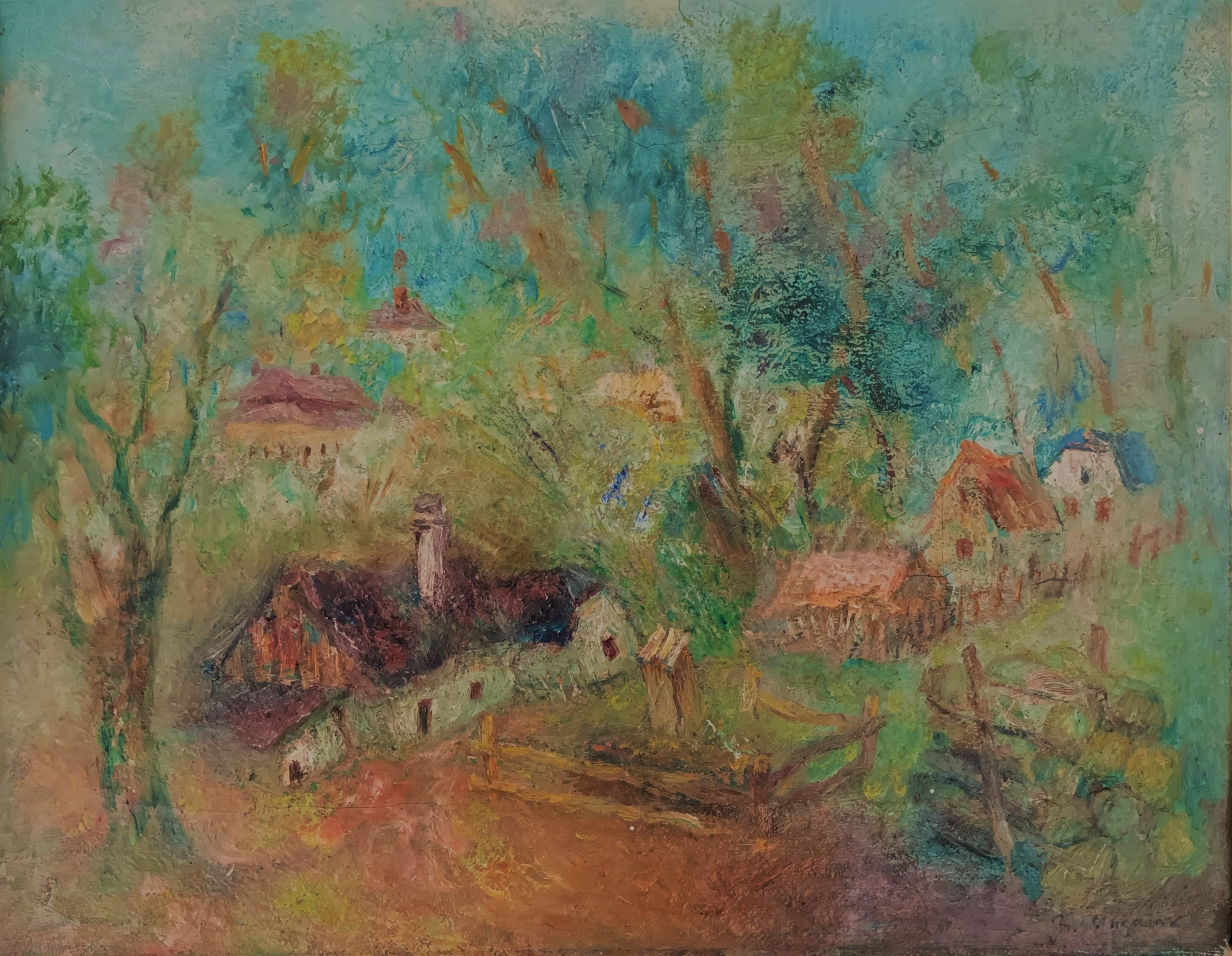
Želiv II